# 燕 (安史の乱)

燕
大燕

安史の乱の進路

燕（えん、756年 - 763年）または大燕は、756年に唐の玄宗に反乱した安禄山によって建てられた国。

## 歴史
唐の玄宗年間、宰相の楊国忠との対立からソグド人の節度使である安禄山が唐に対して挙兵し、大燕聖武皇帝を名乗って建国した。安禄山は洛陽に建都したが、息子の安慶緒に殺された。即位した安慶緒に挙兵以来からの安禄山の盟友であった史思明が范陽で独立した。さらに洛陽の安慶緒を滅ぼして自ら大燕皇帝となった。しかし761年に子の史朝義に殺される。762年、洛陽を追われた史朝義は翌年自害し、燕は滅亡した。

## 君主
1. 安禄山（光烈皇帝、756年 - 757年）
2. 安慶緒（晋剌王、757年 - 759年）
3. 史思明（昭武皇帝、759年 - 761年）
4. 史朝義（末帝、761年 - 763年）

## 年号
- 聖武（756年 - 757年）
- 載初（757年）
- 天成（757年 - 759年）
- 応天（759年）
- 順天（759年 - 761年）
- 顕聖（761年 - 763年）